# Lödersjön (naturreservat)
Lödersjön är ett naturreservat i Vansbro, Malung-Sälens och Mora kommuner i Dalarnas län.
Området är naturskyddat sedan 2017 och är 481 hektar stort. Reservatet ligger öster och söder om sjön Lödersjön och består av talldominerad skog och många myrar av olika typ.